# アラブ首長国連邦の国章
アラブ首長国連邦の国章（アラブしゅちょうこくれんぽうのこくしょう）はアラブ首長国連邦の象徴の一つ。1973年に制定され、2008年に微修正された。他のアラブ諸国の国章同様、この国章は預言者ムハンマドの属するクライシュ族を表す金の鷹（クライシュの鷹）をあしらっている。
2008年3月22日に修正された紋章では、鷹の胸にはアラブ首長国連邦の国旗を描いた円盤があり、円盤の周りは連邦を構成する7つの首長国を表す7つの星で囲まれている。また足のかぎづめで「アラブ首長国連邦（アラビア語: الإمارات العربية المتحدة）」と書かれた赤い帯を持っている。

## 歴史

アラブ首長国連邦の国章（1973年から2008年まで）

2008年以前の国章では、鷹の胸にはペルシャ湾からアラビア海の交易を支えたダウ船（クウェートやカタールの国章にも描かれている）を描いた赤い円盤があり、鎖で囲まれていた。